# Рікардо Кавальканте Мендес
Рікардо Кавальканте Мендес (порт. Ricardo Cavalcante Mendes, нар. 4 вересня 1989, Сан-Паулу) — бразильський футболіст, півзахисник, нападник клубу «Шериф».

## Ігрова кар'єра
Народився 4 вересня 1989 року в місті Сан-Паулу. Вихованець футбольної школи клубу «Санту-Андре». Дорослу футбольну кар'єру розпочав 2008 року в основній команді того ж клубу, в якій провів один сезон, взявши участь лише у 1 матчі чемпіонату. 
Згодом з 2010 по 2013 рік грав у складі команд клубів «Можі-Мірім», «Гурник» (Ленчна), «Вісла» (Плоцьк) та «Лехія» (Гданськ).
Своєю грою за останню команду привернув увагу представників тренерського штабу клубу «Шериф», до складу якого приєднався 2013 року. Відіграв за тираспольський клуб наступні три сезони своєї ігрової кар'єри. Більшість часу, проведеного у складі тираспольського «Шерифа», був основним гравцем команди. У складі тираспольського «Шерифа» був одним з головних бомбардирів команди, маючи середню результативність на рівні 0,52 голу за гру першості.
2016 року перейшов до еміратського клубу «Шарджа», проте вже до кінця того ж року повернувся до «Шерифа».

## Досягнення
- Чемпіон Молдови (3) :

«Шериф»: 2013-14, 2016-17, 2022-23.
- Володар Кубка Молдови (3):

«Шериф»: 2014-15, 2016-17, 2022-23.
- Володар Суперкубка Молдови (3):

«Шериф»: 2013, 2015, 2016.
- Володар Кубка Росії (1) :

«Тосно»: 2017-18